# Le Verger
 Le Verger  es una población y comuna francesa, situada en la región de Bretaña, departamento de Ille y Vilaine, en el distrito de Rennes y cantón de Montfort-sur-Meu.

## Demografía
| 385 | 395 | 653 | 722 | 915 | 1099 |
| Para los censos de 1962 a 1999 la población legal corresponde a la población sin duplicidades (Fuente: INSEE [Consultar]) |     |     |     |     |      |